# Chapelle Notre-Dame de l'Habit
La chapelle Notre-Dame de l'Habit est une chapelle catholique située à Domfront-en-Champagne, en France.

## Localisation
La chapelle est située dans le département français de la Sarthe, sur la commune de Domfront-en-Champagne, au lieu-dit l'Habit, à 1,5 km au nord-ouest du bourg de Domfront et à 2,3 km au sud-est de celui de Conlie.

## Architecture
L'édifice est inscrit au titre des monuments historiques depuis le 8 novembre 1972.